# Хробысты
Хробысты — деревня в Омутнинском районе Кировской области. Входит в Залазнинское сельское поселение.

## География
Находится на правобережье реки Белой на расстоянии примерно 35 километров по прямой на юго-восток от районного центра города Омутнинск.

## История
Починок Хробыстовский образован предположительно в 1720-е годы по Кайско-Глазовскому тракту. В 1781 году было семнадцать податных душ. В 1834 году в починке проживало 53 человека, в 1858 году 79. В 1891 году учтено дворов 21 и жителей 117, в 1926 144 человека. В советское время работали промколхоз "Лесной работник", колхозы «Герой», "Прогресс" и "Восток». В это время в деревне была пекарня, магазин, столовая и начальная школа.

## Население
Постоянное население  составляло 9 человек (русские 96%) в 2002 году, 3 в 2010.